# Henry Thynne, 1. Baronet
Sir Henry Frederick Thynne, 1. Baronet (* 1. März 1615; † 6. März 1680), war ein englischer Adliger.
Henry Frederick Thynne war der einzige Sohn von Sir Thomas Thynne aus dessen zweiten Ehe mit Catherine Howard. Nach dem Tod seines Vaters 1639 erbte sein älterer Halbbruder James Thynne Longleat House mit den vornehmlich in Südwestengland gelegenen Besitzungen, während Henry Frederick die Besitzungen Caus Castle in Shropshire und Kempsford in Gloucestershire erbte, die ihm mit £ 4000 ein erhebliches Jahreseinkommen einbrachten. Sein Halbbruder warf seiner Stiefmutter Catherine vor, das Testament zugunsten ihrer Kinder beeinflusst zu haben, und die beiden Familienzweige führten um die Aufteilung des Erbes einen erbitterten, langjährigen Rechtsstreit. Während des kurz darauf beginnenden Bürgerkriegs stand Henry Frederick auf der Seite des Königs, von dem er am 15. Juli 1641 zum Baronet, of Cause Castle in the County of Salop, erhoben wurde. Er führte 1643 mit Arthur Capell einen Angriff auf die parlamentarische Garnison von Nantwich. Sein Hauptsitz Caus Castle war 1644 mit einer royalistischen Garnison belegt, während er mit seiner Familie in Ludlow lebte. Caus Castle wurde im Juni 1645 von Parlamentstruppen erobert und zerstört, und im Dezember 1645 ergab sich Thynne in Shrewsbury den Parlamentstruppen. Er wurde zur Zahlung einer hohen Geldstrafe in Höhe von £ 7160 verurteilt. Da er diese nicht sofort aufbringen konnte, wurde er bis zur Zahlung der Summe 1652 im Londoner Fleet-Gefängnis inhaftiert, wodurch seine Familie in große Not geriet. Nach seiner Freilassung zog er 1653 in das Herrenhaus Minsterley Hall südwestlich von Shrewsbury, das er umbaute und erweiterte.
Er heiratete vor 1640 Hon. Mary Coventry, die zweitälteste Tochter von Thomas Coventry, 1. Baron Coventry und von Elizabeth Aldersey. Er hatte mit ihr mehrere Kinder, darunter:
- Thomas Thynne, 1. Viscount Weymouth (1640–1714) ⚭ vor 1673 Frances Finch, Tochter des Heneage Finch, 3. Earl of Winchilsea;
- James Thynne (1644–1709), MP;
- Henry Frederick Thynne (um 1644–1709) ⚭ Dorothy Philips;
- Katherine Thynne (1653–1713) ⚭ 1674 John Lowther, 1. Viscount Lonsdale;
- Mary Thynne ⚭ 1673 Sir Richard Howe, 3. Baronet.

Sein Erbe wurde sein ältester Sohn Thomas, der 1682 die Güter des Longleat-Familienzweigs erbte und zum Viscount Weymouth erhoben wurde.